# Striononyma flavovariegata
Striononyma flavovariegata là một loài bọ cánh cứng trong họ Cerambycidae.